# نيلس أندرسون (لاعب هوكي الجليد)
نيلس أندرسون (بالسويدية: Nils Andersson)‏ هو لاعب هوكي الجليد سويدي، ولد في 15 أكتوبر 1991 في أوميو في السويد.

## وصلات خارجية
- نيلس أندرسون على موقع EliteProspects.com (الإنجليزية)
- نيلس أندرسون على موقع Eurohockey.com (الإنجليزية)
- نيلس أندرسون على موقع HockeyDB.com (الإنجليزية)